# Luxortempel

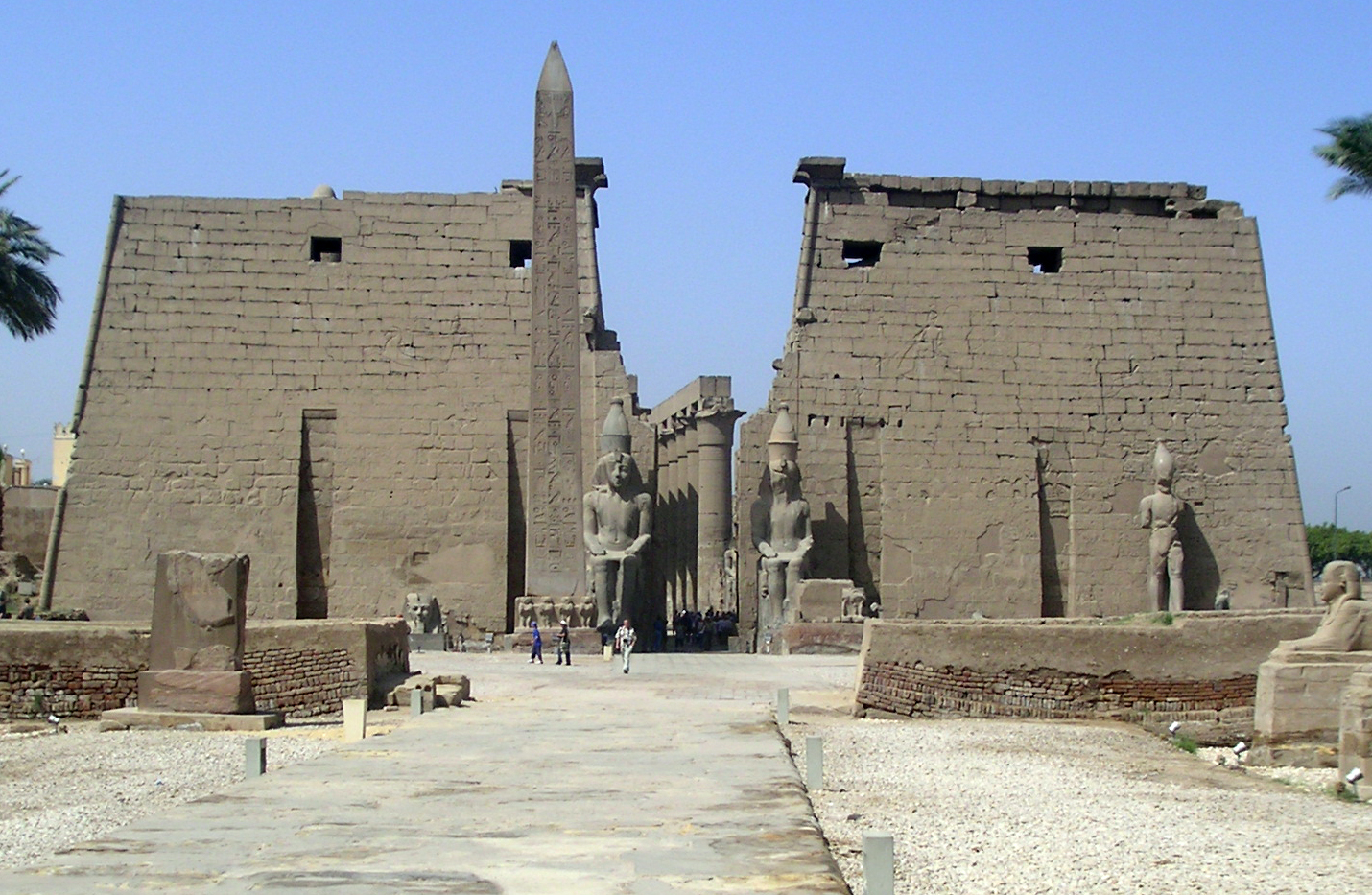
Tempel van Luxor met obelisk

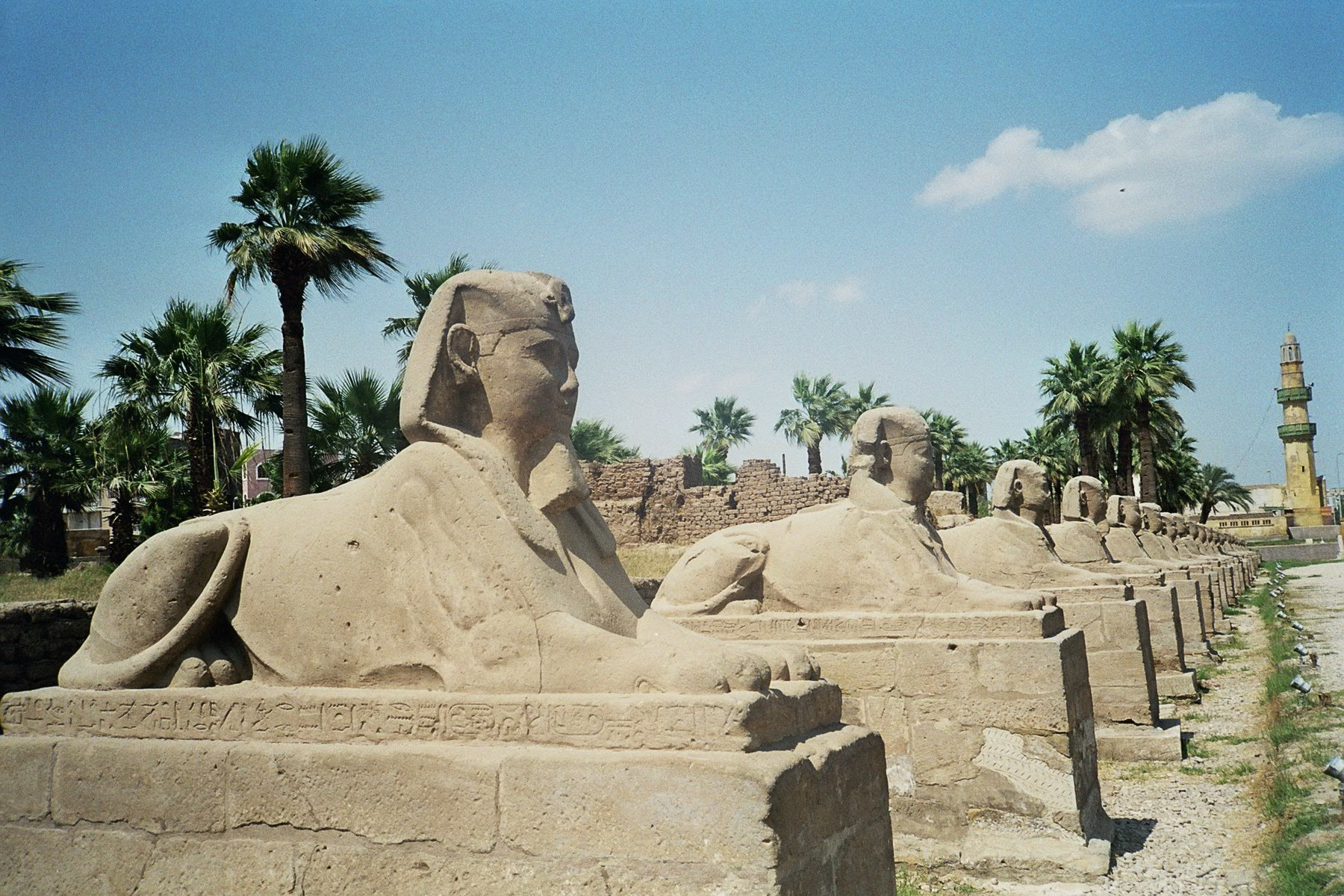
Dromos tussen Luxor en Karnak

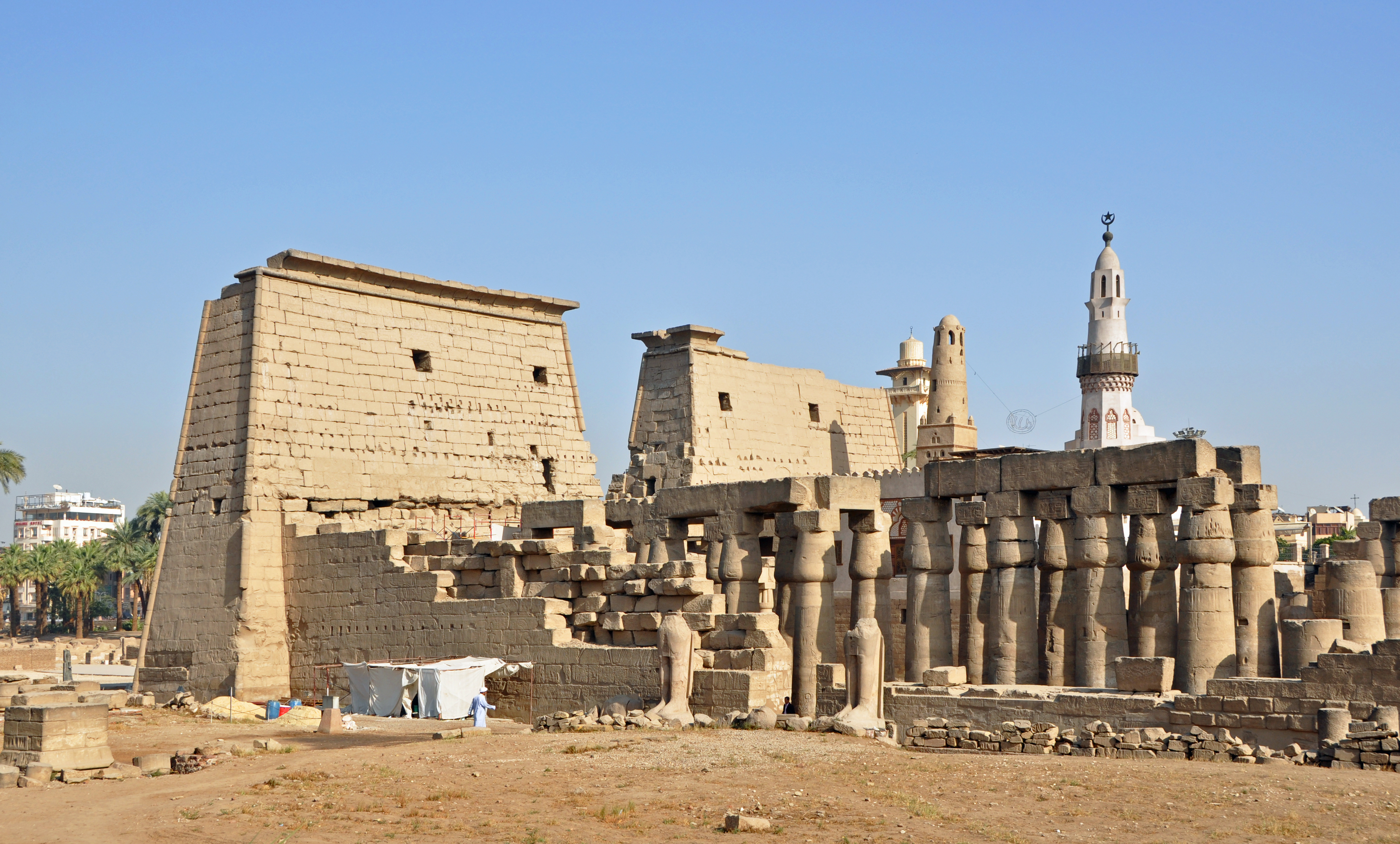
Noordwestelijk deel van de tempel

De Luxortempel is een van de belangrijkste tempels uit het Oude Egypte en staat in Luxor, het vroegere Thebe. De tempel was opgedragen aan de triade van Thebe: Amon, Moet en Chonsoe. De tempel is ongeveer 242 meter lang en is daarmee een van de grootste van Egypte.

## Geschiedenis van de tempel
De tempel is opgericht door Amenhotep III die de tempel bouwde op vroegere restanten van een tempel die door Hatsjepsoet was gebouwd. Onder Toetanchamon en Horemheb werd de zuilengang verder voltooid. Ook onder Ramses II werd de tempel uitgebreid. Door Nectanebo I werd de dromos naar Karnak versierd met sfinxen. Alexander de Grote verbouwde de kapel voor de heilige boot en onder de Romeinse keizers werd de tempel gebruikt voor de keizerscultus.

## Tempelreliëfs
De wanden van de tempels en van de ommuring zijn gevuld met reliëfs die de rituelen afbeelden, waaronder het Hepset-ritueel. Op de vooravond van dit feest werd een djedzuil opgericht, in feite een samenbundeling van graanschoven, als symbool voor de vruchtbaarheid.
Op de eerste pyloon links is het oprichten van een soort meiboom te zien. Het gaat om een lange paal die met schuin gespannen touwen wordt rechtgetrokken en gehouden en die door jongere mannen wordt beklommen. Het symbool staat tegenover een afbeelding van de god Min. Daaronder is in een fries de afbeelding te zien van een groot aantal koningskinderen. Ook dit is een teken van vruchtbaarheid. Men geloofde immers, dat zolang de farao vruchtbaar was, ook het land vruchtbaar bleef.

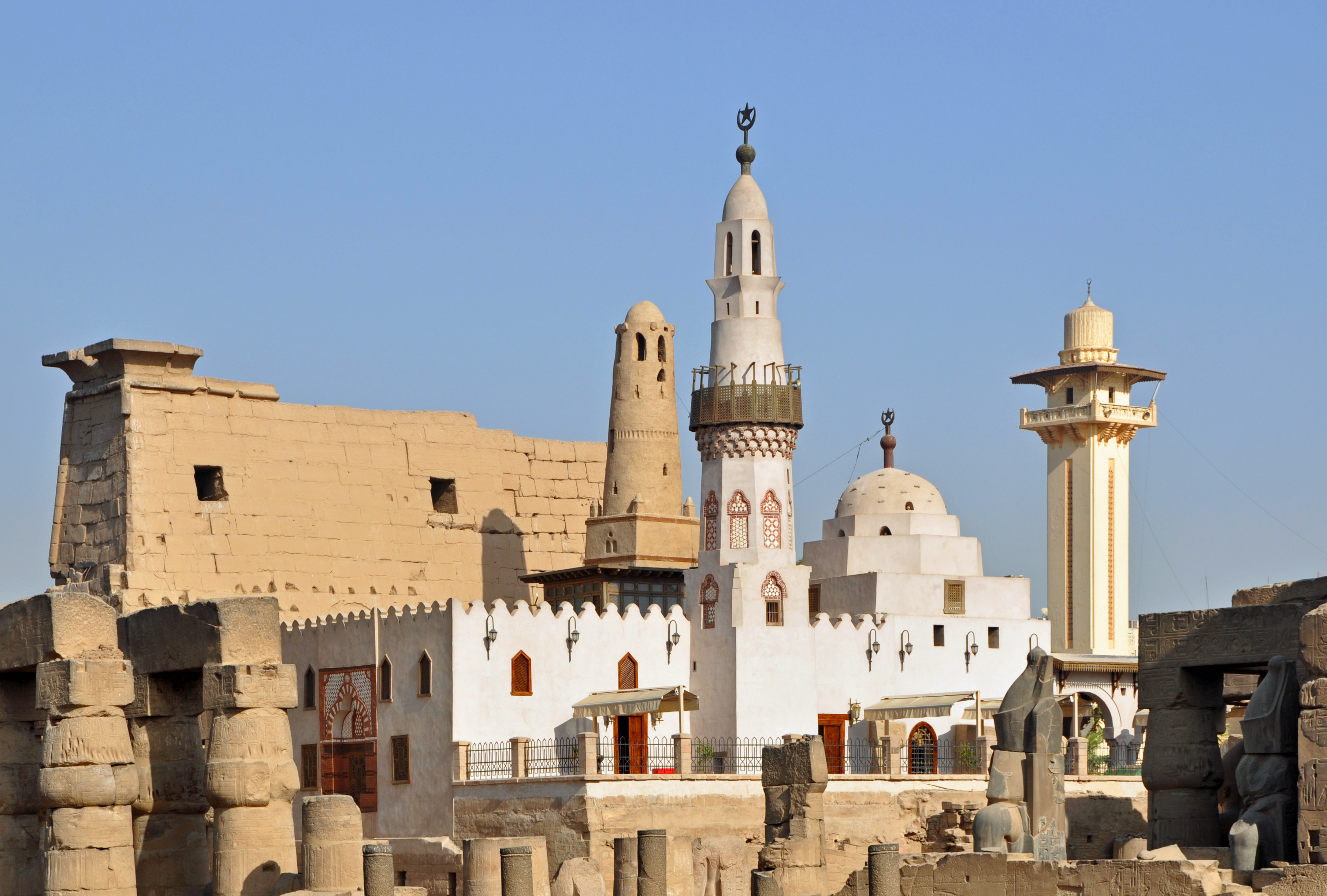
De Abu el-Haggagmoskee

## Abu el-Haggagmoskee
Achter de eerste pyloon is de oostzijde van de eerste binnenplaats (of binnenplaats van Ramses II) ingenomen door de middeleeuwse Abu el-Haggagmoskee. Deze bevindt zich meters boven het huidige loopniveau. De Luxortempel en zijn omgeving waren immers vele eeuwen lang bedolven onder een dikke laag opgewaaid zand. Pas vanaf 1883 werd de tempel geleidelijk vrijgemaakt. Alleen rond de moskee, die nu via trappen bereikbaar is, bleef het hogere loopniveau noodgedwongen behouden. 

## Fotogalerij

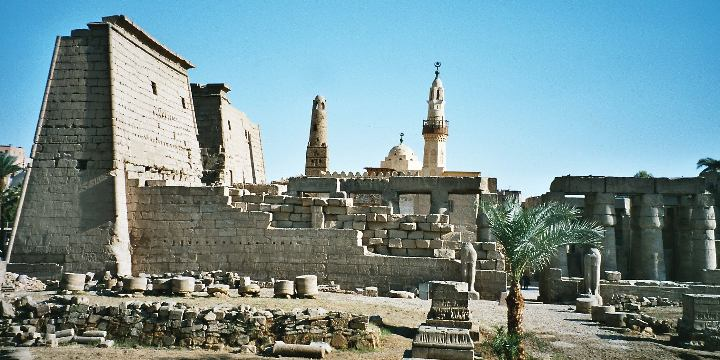
Luxor Tempel
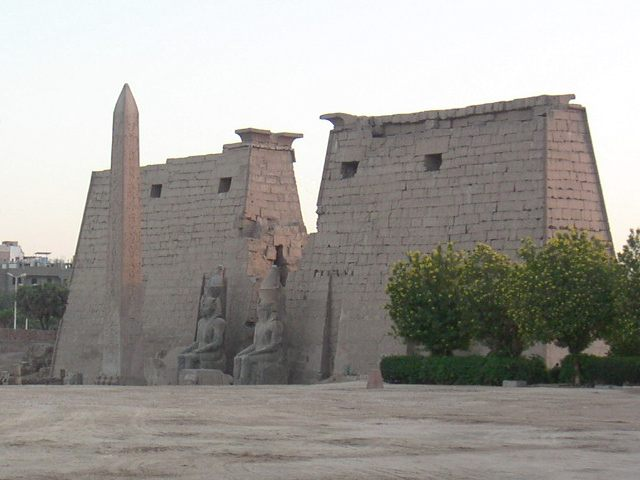
De massieve Eerste Pyloon
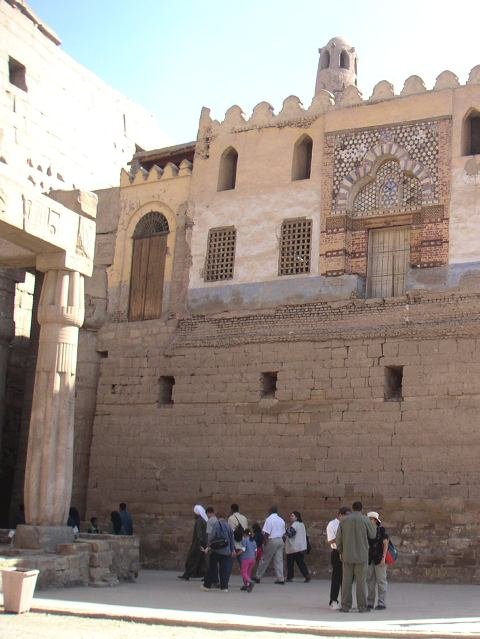
Islamitische moskee op een deel van het toevoerkanaal
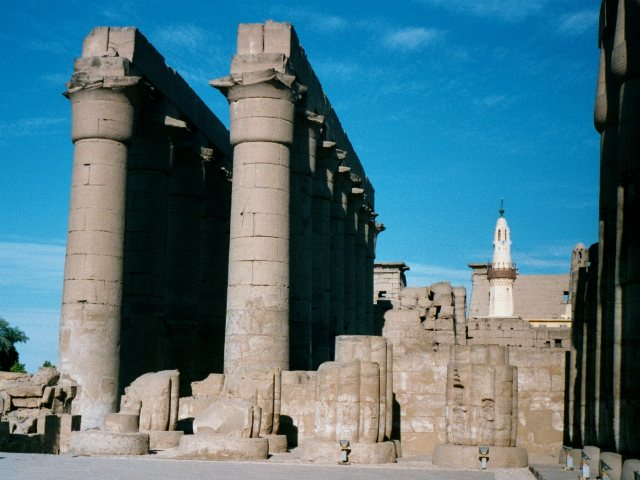
Amenhoteps colonnade vanaf de peristyle ruimte